# Liste der Monuments historiques in Saint-Malo-des-Trois-Fontaines
Die Liste der Monuments historiques in Saint-Malo-des-Trois-Fontaines führt die Monuments historiques in der französischen Gemeinde Saint-Malo-des-Trois-Fontaines auf.

## Liste der Bauwerke
| Bezeichnung                     | Beschreibung        | Standort | Kennzeichnung | Schutzstatus | Datum | Bild |
| ------------------------------- | ------------------- | -------- | ------------- | ------------ | ----- | ---- |
| Holzkreuz in der Kirche St-Malo | 15./16. Jahrhundert | (Lage)   | PA00091690    | Inscrit      | 1929  |      |

## Liste der Objekte
- Monuments historiques (Objekte) in Saint-Malo-des-Trois-Fontaines in der Base Palissy des französischen Kultusministeriums